# 熊本県道107号満越城本線
熊本県道107号満越城本線（くまもとけんどう107ごう みちごえしろもとせん）は、熊本県上天草市を通る一般県道である。

## 概要
国道266号の東側を大きく迂回する。

### 路線データ
- 起点：熊本県上天草市大矢野町中（国道266号交点）
- 終点：熊本県上天草市大矢野町中（国道266号交点）

## 路線状況

### 道路施設

#### 橋梁
- 柳橋（上天草市）
- 新亀ノ迫橋（上天草市）
- 大矢野橋（上天草市）

## 地理

### 通過する自治体
- 上天草市

### 交差する道路
| 交差する道路             | 交差する場所 | 交差する場所 |
| ------------------------ | ------------ | ------------ |
| 国道266号 国道324号 重複 | 大矢野町中   | 起点         |
| 国道266号 国道324号 重複 | 大矢野町中   | 終点         |

### 沿線
- 満越ノ瀬戸
- 柳ノ瀬戸
- 柳海水浴場
- 上天草市立中南小学校
- 熊本県立上天草高等学校
- 上天草市立中北小学校
- 上天草市立大矢野中学校
- 上天草市役所